# Jan de Bisschop

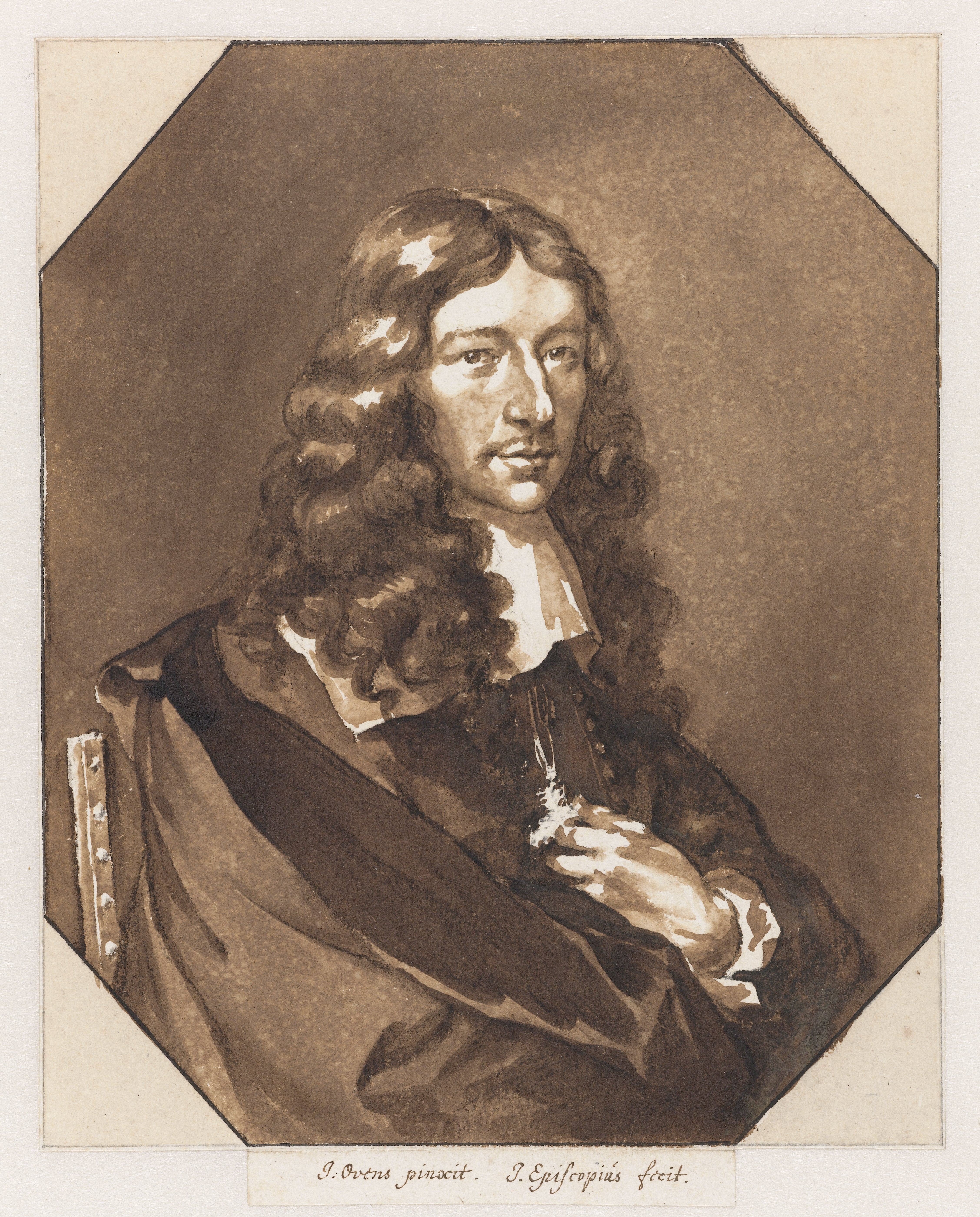
Jan de Bisschop. Copia hecha por el propio Bisschop de su retrato pintado por Jürgen Ovens. (98 mm × ancho 161 mm) Lápiz negro y aguada marrón sobre papel. Ámsterdam, Rijksmuseum.

Jan de Bisschop (Ámsterdam, 1628-La Haya, 1671) fue un abogado neerlandés, coleccionista de dibujos y estampas y dibujante y grabador aficionado. Firmó sus obras con un anagrama formado por las letras J E entrelazadas, iniciales de su nombre latinizado Janus o Johannes Episcopius.

## Biografía
Casado con Anna van Baerle, hija de Caspar Barlaeus, profesor del Ateneo de Ámsterdam, según Arnold Houbraken fue abogado de la corte holandesa. Aficionado al arte y coleccionista, estudió dibujo con Bartholomeus Breenbergh.
El más temprano de sus dibujos conocidos lleva la fecha de 1648. Dibujó paisajes, retratos, arquitecturas y copias de esculturas clásicas y de pinturas renacentistas italianas, tanto de las conservadas en Italia como de alguna llegada a los Países Bajos, sirviéndose para todo ello de sus propias observaciones y, con mayor frecuencia, de modelos dados por otros artistas, en especial de los dibujos proporcionados por Willem Doudijns sobre los que confeccionó muchos de sus grabados, pues no hay seguridad de que viajase a Italia.

## Obra

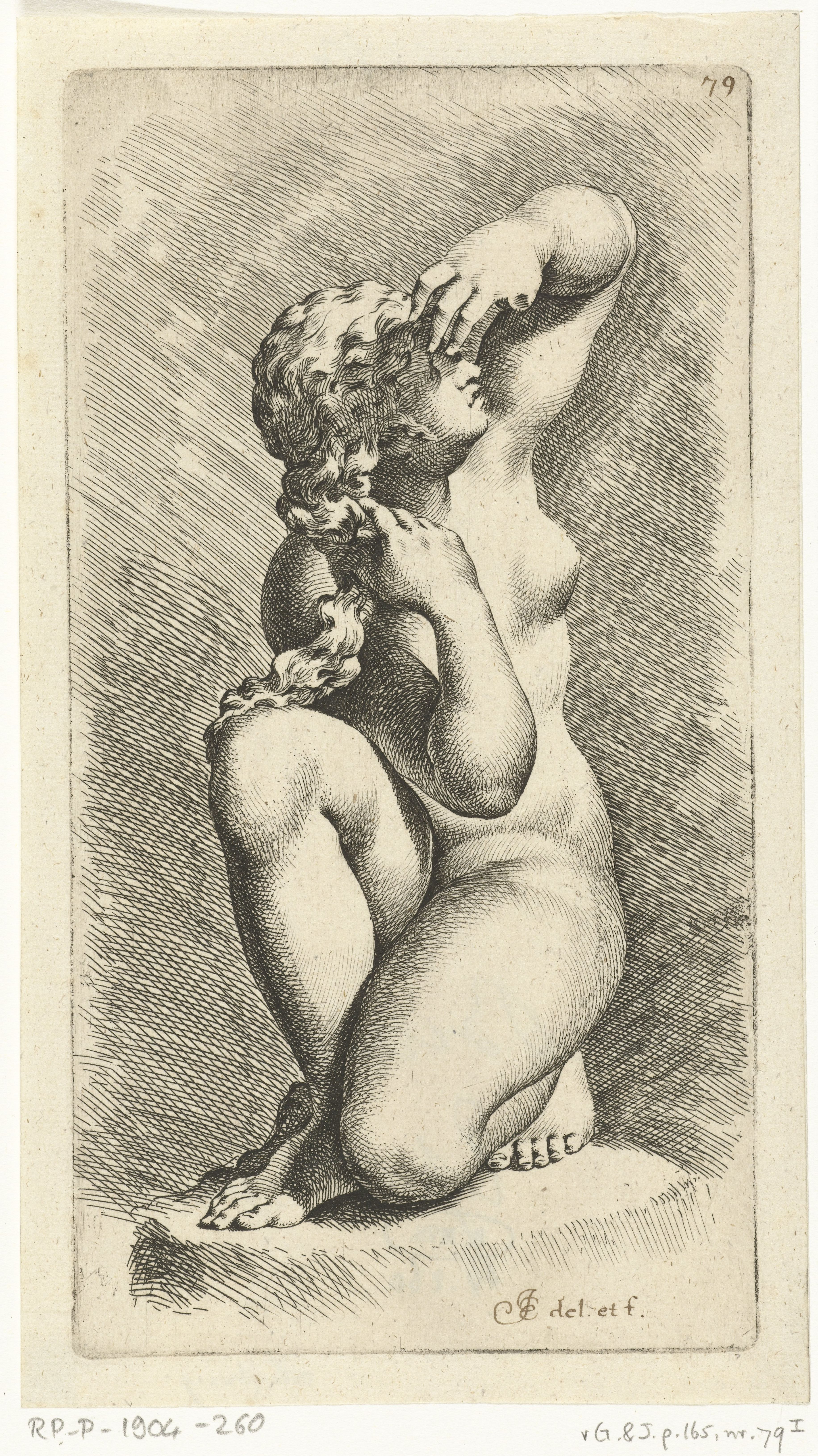
Venus agachada, Signorum veterum icones II. Talla dulce, prueba de impresión con firma manuscrita. Ámsterdam, Rijksmusuem.

De su trabajo como grabador se conocen cinco estampas sueltas y dos colecciones: Signorum veterum icones, editada en dos volúmenes (1668 y 1669) y Paradigmata graphices variorum artificum, colección publicada póstumamente en 1671 o 1672 por Nicolaes Visscher.
La primera de esas colecciones, los Signorum veterum Icones, en dos volúmenes publicados siempre juntos, está formada por cien estampas más la portada con reproducciones de estatuas de la antigüedad grecorromana, algunas de ellas mostradas desde distintos puntos de vista, entre las que figuran las que en aquel momento eran las más admiradas esculturas del canon clásico, tales como el Apolo Belvedere, el Torso de Belvedere, la Ariadna dormida, el Hércules Farnesio o el Laocoonte y sus hijos. La colección posterior, Paradigmata graphices variorum artificum, incorporaba modelos modernos, de artistas que habían sabido revitalizar el arte clásico como Miguel Ángel, de quien reproducía el Moisés, el Cristo de la Minerva o la Aurora y la Noche de las tumbas mediceas en la Sacristía Nueva de San Lorenzo, además de algún detalle de los frescos de la Capilla Sixtina. Además, podían encontrarse ejemplos de Rafael, el Caballero de Arpino, Annibale Carracci, Domenichino o Daniele da Volterra. Bisschop se proponía con ello ir más allá de lo que hacían los manuales de dibujo comunes, como los de Odoardo Fialetti, Palma el Viejo o José de Ribera, que se limitaban a mostrar la obra de un solo maestro, y con ello dotar a los jóvenes artistas de modelos diversos en los que aprendieran a dibujar a la vez que se formaban en el buen gusto de la antigüedad clásica, para que, según explicaba en el prólogo, los artistas holandeses dejasen de pintar mendigos, cómicos ridículos y muslos desfigurados por las ligas, en posible alusión a Rembrandt del que poco más tarde Andries Pels en sus Gebruik én misbruik des tooneels (Usos y abusos de los escenarios) criticó que si, como hacía algunas veces, pintaba una mujer desnuda, tomaba como modelo no una Venus griega sino una lavandera de pechos flácidos, manos retorcidas y señales de las ligas en las piernas, pues de otro modo no creía quedase satisfecha la imitación de la naturaleza a la que aspiraba.
Como se solía hacer en las cartillas de dibujo, Bisschop anunciaba que la suya había de comenzar mostrando el cuerpo humano por partes, iniciándose con las más expresivas, a la que seguiría una segunda parte con la figura completa, para terminar con los gestos y las acciones, pero adelantó la edición de la segunda parte, la única que tenía completa, y la primera edición de los Paradigmata salió con solo veinticinco estampas más la portada, a las que, muerto Bisschop, su editor agregó otras treinta y dos estampas de asuntos variados aunque fuera del plan proyectado.